# Casta

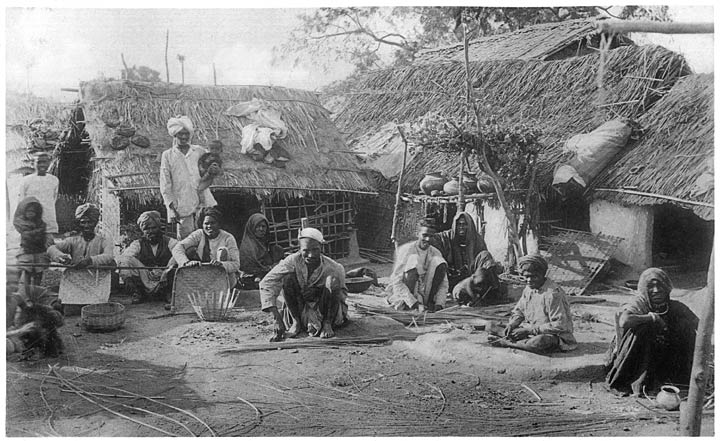
Membro da casta Basor em 1916 no estado indiano de Uttar Pradesh.

Casta é uma forma de estratificação social caracterizada: pela endogamia; pela transmissão hereditária de um estilo de vida que, frequentemente, inclui um ofício (profissão), status ritual numa hierarquia e interações sociais consuetudinárias (habituais); e pela exclusão baseada em noções culturais de pureza e poluição. Seu exemplo etnográfico paradigmático é a divisão da sociedade indiana em grupos sociais rígidos, com raízes na história milenar da Índia, que persiste nos dias atuais. Todavia, a importância econômica do sistema de castas da Índia tem progressivamente diminuído devido à urbanização e a programas de ação afirmativa. O sistema de castas indiano é um tema fundamental das pesquisas de sociólogos e antropólogos, sendo, muitas vezes, utilizado como analogia para o estudo de outros tipos de estratificação social existentes fora do subcontinente indiano.
De acordo com a UNICEF e a Human Rights Watch, a discriminação de casta afeta cerca de 250 milhões de pessoas em todo o mundo. As castas são sistemas tradicionais, hereditários ou sociais de estratificação, ao abrigo da lei ou da prática comum, com base em classificações tais como a raça, a cultura, a ocupação profissional, etc. Varna, a designação sânscrita original para "casta", significa "cor". O adjectivo "casta" está relacionado ao conceito de castidade, palavra com a qual compartilha o mesmo radical latino referente à pureza.

## Etimologia
O termo "casta", originário do espanhol e português casta, de acordo com o dicionário de espanhol de John Minshew, de 1599, é definido como "raça, linhagem ou procriação". Quando os espanhóis colonizaram o Novo Mundo, eles usaram a palavra para significar um "clã ou linhagem". No entanto, foram os portugueses que empregaram casta no sentido primordial moderno quando aplicaram isso aos milhares de grupos sociais indígenas endogâmicos e hereditários que encontraram na chegada à Índia em 1498.

## Índia

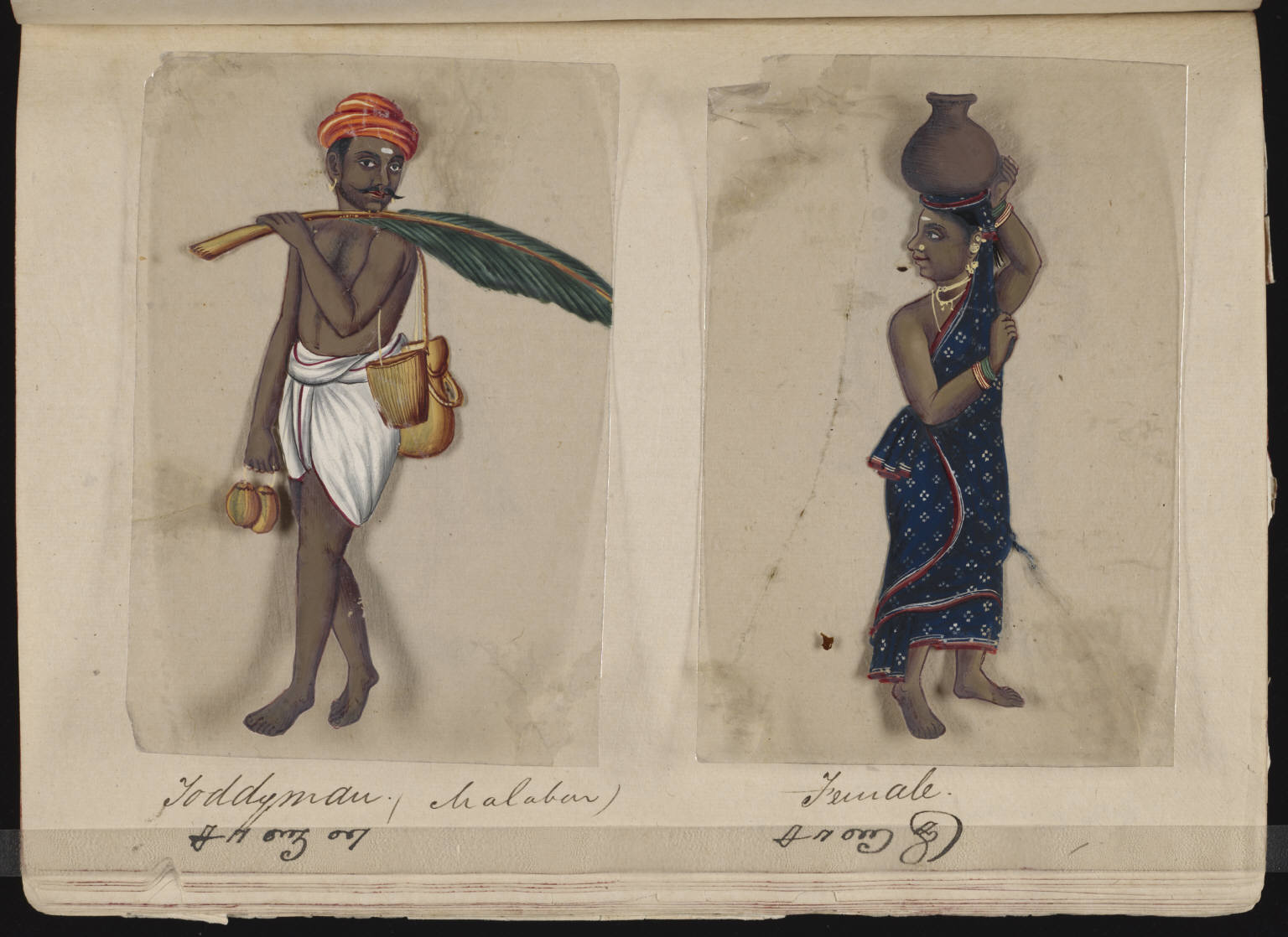
Uma página do manuscrito "Setenta e dois espécimes de castas na Índia", que consiste em 72 imagens coloridas à mão de homens e mulheres de várias religiões, ocupações e grupos étnicos encontrados em Madurai, em 1837.

## Nepal
O sistema de castas nepalês é semelhante ao sistema indiano jāti, com numerosas divisões, sendo o varna "sobreposto" para uma equivalência aproximada. Mas, como a cultura e a sociedade são diferentes, algumas das coisas são diferentes. As inscrições atestam o início de um sistema de castas durante o período Licchavi. Jayasthiti Malla (1382-95) categorizou a sociedade em 64 castas. Um exercício semelhante foi feito durante o reinado de Mahindra Malla (1506-75). O código social hindu foi posteriormente adotado no Reino Gorkha por Ram Shah (1603-36).[carece de fontes?]

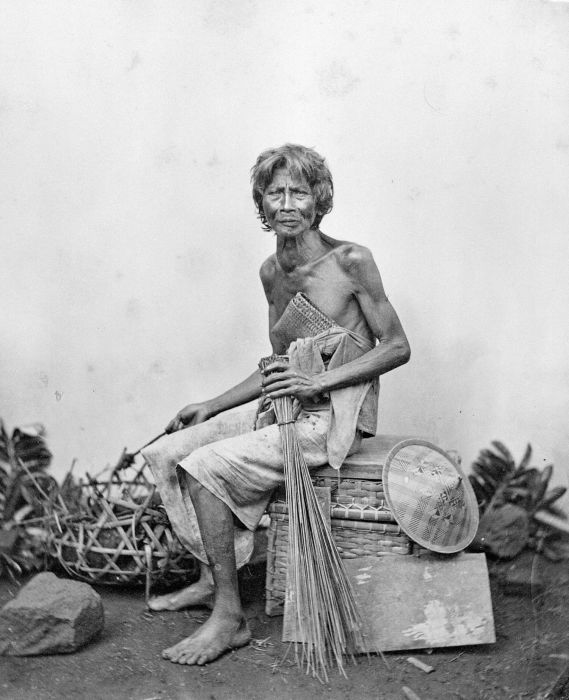
Um homem da casta de Sudra de Bali. Foto de 1870, cortesia do Tropenmuseum, na Holanda.

## Sri Lanka
O sistema de castas no Sri Lanka é uma divisão da sociedade em estratos, influenciada pelos sistemas varna e jāti encontrados na Índia. Antigos textos do Sri Lanka, como Pujavaliya, Sadharmaratnavaliya e Yoga ratnakara e evidências escritas mostram que a hierarquia acima prevaleceu durante todo o período feudal. A repetição da mesma hierarquia de castas, mesmo no Reino de Candia e no Ceilão britânico, indica a continuação da tradição até o fim da monarquia do Sri Lanka.

## América
A casta era um termo para descrever indivíduos mestiços na América espanhola, resultante da união de brancos europeus (españoles), ameríndios (índios) e africanos (negros). No sistema de castas nas colônias espanholas as categorias raciais tinham consequências legais e sociais. Foi usado no uma vasta área de terra que começava logo abaixo do Alasca e se estendia até América do Sul, para classificar formalmente as pessoas mestiças que nasceram durante o período pós-conquista.

## Europa
A Europa medieval teve uma estratificação social semelhante à do subcontinente indiano, isto é: 
1. Nobreza / Realeza
2. Cavaleiros / Escudeiros / Clero
3. Artesãos
4. Camponeses / servos

### França e Espanha
Durante séculos, nos tempos modernos, a maioria considerava os agotes do Oeste da França e do norte da Espanha como uma casta inferior, os intocáveis. Nas igrejas, eles tinham que usar portas segregadas, beber de fontes segregadas e receber a hóstia no final através de longas colheres de madeira. Era um sistema social fechado. Os cagots socialmente isolados eram endogâmicos e as chances de mobilidade social inexistentes.

### Reino Unido
Em julho de 2013, o governo do Reino Unido anunciou sua intenção de alterar o Equality Act 2010 (Lei da Igualdade) para "introduzir legislação sobre castas, incluindo quaisquer excepções necessárias às cláusulas sobre castas, no âmbito da Lei de Discriminação Doméstica". O Artigo 9 (5) da Lei da Igualdade de 2010 prevê que "um Ministro pode, por meio de ordem estatutária, alterar a definição estatutária de raça para incluir casta e pode prever exceções na Lei para aplicar ou não aplicar à casta". O problema surgiu por persistirem, nas comunidades de imigrantes, principalmente de origem indiana, preconceitos e discriminação por casta, que o Governo britânico pretendia combater.